# Bywater BASIC
 (septembre 2012).
Bywater BASIC est un interprète du langage de programmation BASIC. Les auteurs sont Ted A. Campbell, Jon B. Volkoff, Paul Edwards et Howard Wulf. Il supporte le standard ANSI Minimal BASIC (ou ECMA-55), ainsi que les dialectes suivants :
- Dartmouth Basic
- GE 265/435 Mainframe BASIC
- BASIC pour IBM 360 et 370
- CBASIC-II for CP/M
- TRS-80 Model I/III/4 LBASIC
- Microsoft BASIC-80 for Xenix
- ANSI Full Basic/ECMA-116

qui sont choisis par la commande OPTION VERSION dans le fichier profile.bas. Écrit en langage C, Bywater BASIC peut tourner sur tout système d'exploitation disposant d'un compilateur de C, comme les systèmes à base d'Unix, Linux, Microsoft Windows, etc. Cet interpréteur est fourni avec le système FreeDOS.
Comme sur les anciens interpréteurs BASIC, les commandes entrées sans numéro de ligne sont immédiatement exécutées, alors que celles précédées d'un numéro de ligne sont ajoutées au programme en mémoire.

## Limitations
Contrairement à GW-Basic, ou au Locomotive BASIC, Bywater BASIC ne dispose pas d'instructions graphiques comme PSET, LINE, PLOT, DRAWetc... Les instructions accédant directement à la mémoire (PEEK, POKE, VARPTR) ou aux ports systèmes (INP,OUT,WAIT) ne sont pas exécutées et provoquent un ERROR 73.

## Licence
Bywater BASIC est, depuis la version 2.20, un logiciel libre sous les termes de la Licence publique générale GNU et est disponible gratuitement.